# Iguaraçu
Iguaraçu là một đô thị thuộc bang Paraná, Brasil. Đô thị này có diện tích 164,983 km², dân số năm 2007 là 3882 người, mật độ 23,2 người/km².